# Les Paons
Les Paons (Os Pavões) é a sexta coletânea poética de Robert de Montesquiou, publicada pela primeira vez em 1901. O joalheiro e vidreiro francês René Lalique (1860–1945) foi encarregado de ilustrar a capa e o título da obra, por um desenho tendo como ideia a pena de um pavão, de acordo com o estilo Art Nouveau, movimento artístico de grande importância durante esta época. O tema central do livro são as pedras preciosas e a vida dos santos; para isto o autor recorre a analogias poéticas, tendo como base a simbologia mística cristã. A inspiração principal para este livro parece ter sido uma passagem bíblica do Apocalipse, e não por acaso, o autor cita ao pé da letra, as linhas que tratam da estória de uma certa cidadela mítica, constituída por uma rica variedade de pedras preciosas. Alguns escritores, aturdidos com a prolixidade e as inúmeras referências obscuras de Montesquiou, criticaram severamente o livro, alegando que o poeta confirmava mais uma mais, sem sombra de dúvida, o que se seria de esperar.